# Moment angular de rotació de la llum
El moment angular de la llum (SAM) és el component del moment angular de la llum que s'associa amb el spin quàntic i la rotació entre els graus de llibertat de polarització del fotó.

## Introducció

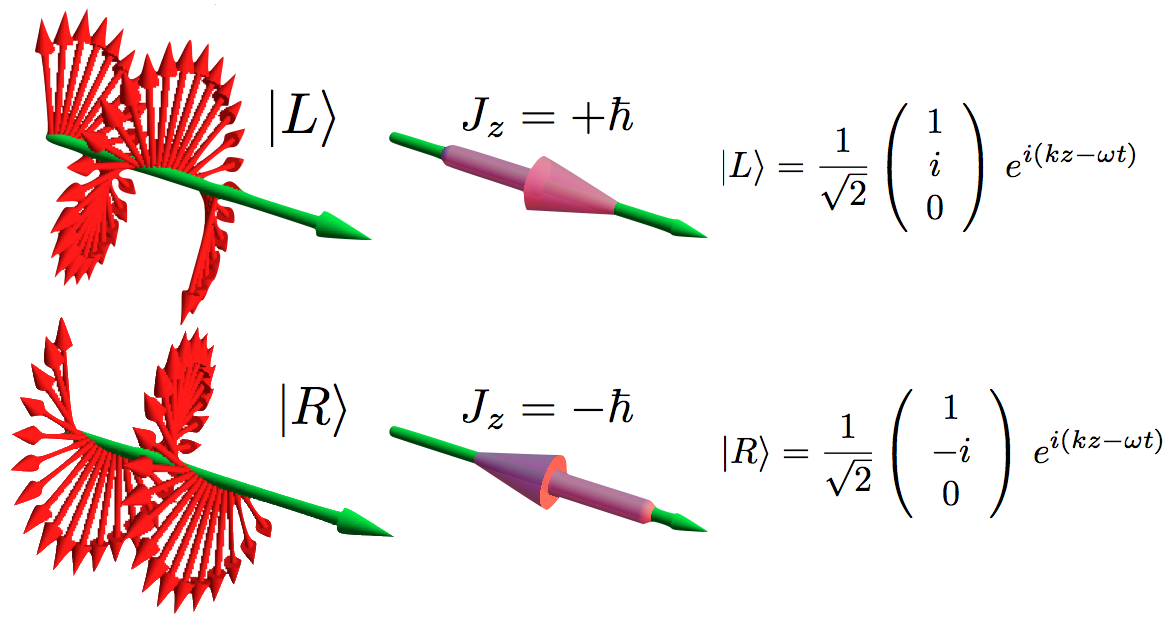
Polarització circular esquerra i dreta i els seus moments angulars associats

L'espín és la propietat fonamental que distingeix els dos tipus de partícules elementals: fermions, amb espins mig enters; i bosons, amb girs enters. Els fotons, que són els quants de llum, s'han reconegut durant molt de temps com a bosons de calibre d'espín-1. La polarització de la llum s'accepta comunament com el seu grau de llibertat d'espín "intrínsec". Tanmateix, a l'espai lliure només es permeten dues polaritzacions transversals. Així, l'espín del fotó sempre només està connectat a les dues polaritzacions circulars. Per construir l'operador de gir quàntic complet de la llum, s'han d'introduir modes de fotons polaritzats longitudinalment.
Es diu que una ona electromagnètica té polarització circular quan els seus camps elèctrics i magnètics giren contínuament al voltant de l'eix del feix durant la propagació. La polarització circular queda a l'esquerra ({\displaystyle \mathrm {L} }) o dreta ({\displaystyle \mathrm {R} }) segons el sentit de gir del camp i, segons la convenció utilitzada: ja sigui des del punt de vista de la font, o del receptor. Ambdues convencions s'utilitzen en ciència, depenent del context.
Quan un feix de llum està polaritzat circularment, cadascun dels seus fotons porta un moment angular de gir (SAM) de {\displaystyle \pm \hbar }, on {\displaystyle \hbar } és la constant de Planck reduïda i la {\displaystyle \pm } El signe és positiu per a les polaritzacions circulars esquerra i negatiu per a la dreta (això està adoptant la convenció des del punt de vista del receptor més comunament utilitzat en òptica). Aquest SAM es dirigeix al llarg de l'eix del feix (paral·lel si és positiu, antiparal·lel si és negatiu). La figura anterior mostra l'estructura instantània del camp elèctric de l'esquerra ({\displaystyle \mathrm {L} }) i dreta ({\displaystyle \mathrm {R} }) llum polaritzada circularment a l'espai. Les fletxes verdes indiquen la direcció de propagació.
Les expressions matemàtiques descrites a les figures donen les tres components del camp elèctric d'una ona plana polaritzada circularment que es propaga en el {\displaystyle z} direcció, en notació complexa.

## Expressió matemàtica
L'expressió general del moment angular de spin és
{\displaystyle \mathbf {S} ={\frac {1}{c}}\int d^{3}x\mathbf {\pi } \times \mathbf {A} ,}on {\displaystyle c} és la velocitat de la llum a l'espai lliure i {\displaystyle \mathbf {\pi } } és el moment canònic conjugat del potencial vectorial {\displaystyle \mathbf {A} }. L'expressió general del moment angular orbital de la llum és {\displaystyle \mathbf {L} ={\frac {1}{c}}\int d^{3}x\pi ^{\mu }\mathbf {x} \times \mathbf {\nabla } A_{\mu },} on {\displaystyle \mu =\{0,1,2,3\}} denota quatre índexs de l'espai-temps i s'ha aplicat la convenció de suma d'Einstein. Per quantificar la llum, s'han de postular les relacions bàsiques de commutació en temps igual, {\displaystyle [A^{\mu }(\mathbf {x} ,t),\pi ^{\nu }(\mathbf {x} ',t)]=i\hbar cg^{\mu \nu }\delta ^{3}(\mathbf {x} -\mathbf {x} '),}{\displaystyle [A^{\mu }(\mathbf {x} ,t),A^{\nu }(\mathbf {x} ',t)]=[\pi ^{\mu }(\mathbf {x} ,t),\pi ^{\nu }(\mathbf {x} ',t)]=0,} on {\displaystyle \hbar } és la constant de Planck i reduïda {\displaystyle g^{\mu \nu }={\rm {{diag}\{1,-1,-1,-1\}}}} és el tensor mètric de l'espai de Minkowski.
Aleshores, es pot comprovar que tots dos {\displaystyle \mathbf {S} } i {\displaystyle \mathbf {L} } satisfer les relacions de commutació del moment angular canònic {\displaystyle [S_{i},S_{j}]=i\hbar \epsilon _{ijk}S_{k},}{\displaystyle [L_{i},L_{j}]=i\hbar \epsilon _{ijk}L_{k},} i es desplacen entre ells {\displaystyle [S_{i},L_{j}]=0}.
Després de l'expansió de l'ona plana, el gir del fotó es pot re-expressar d'una forma senzilla i intuïtiva a l'espai del vector ona. {\displaystyle \mathbf {S} =\hbar \int d^{3}k{\hat {\phi }}_{\mathbf {k} }^{\dagger }\mathbf {\hat {s}} {\hat {\phi }}_{\mathbf {k} }} on el vector columna {\displaystyle {\hat {\phi }}_{\mathbf {k} }=[{\hat {a}}_{\mathbf {k} ,1},{\hat {a}}_{\mathbf {k} ,2},{\hat {a}}_{\mathbf {k} ,3}]^{T}} és l'operador de camp del fotó a l'espai vector-ona i el {\displaystyle 3\times 3} matriu {\displaystyle \mathbf {\hat {s}} =\sum _{\lambda =1}^{3}{\hat {s}}_{\lambda }\mathbf {\epsilon } (\mathbf {k} ,\lambda )} és l'operador de spin-1 del fotó amb els generadors de rotació SO(3). {\displaystyle {\hat {s}}_{1}={\begin{bmatrix}0&0&0\\0&0&-i\\0&i&0\end{bmatrix}},\qquad {\hat {s}}_{2}={\begin{bmatrix}0&0&i\\0&0&0\\-i&0&0\end{bmatrix}},\qquad {\hat {s}}_{3}={\begin{bmatrix}0&-i&0\\i&0&0\\0&0&0\end{bmatrix}},} i els dos vectors unitaris {\displaystyle {\boldsymbol {\epsilon }}(\mathbf {k} ,1)\cdot \mathbf {k} ={\boldsymbol {\epsilon }}(\mathbf {k} ,2)\cdot \mathbf {k} =0} denoteu les dues polaritzacions transversals de la llum a l'espai lliure i el vector unitari {\displaystyle {\boldsymbol {\epsilon }}(\mathbf {k} ,3)=\mathbf {k} /|\mathbf {k} |} indica la polarització longitudinal.
A causa del fotó polaritzat longitudinal i el fotó escalar han estat implicats, tots dos {\displaystyle \mathbf {S} } i {\displaystyle \mathbf {L} } no són invariants de gauge. Per incorporar la invariància del gauge al moment angular del fotó, s'ha d'aplicar una re-descomposició del moment angular QED total i la condició del gauge de Lorenz. Finalment, la part observable directa de l'espín i el moment angular orbital de la llum estan donats per {\displaystyle \mathbf {S} ^{\rm {obs}}=i\hbar \int d^{3}k({\hat {a}}_{\mathbf {k} ,2}^{\dagger }{\hat {a}}_{\mathbf {k} ,1}-{\hat {a}}_{\mathbf {k} ,1}^{\dagger }{\hat {a}}_{\mathbf {k} ,2}){\frac {\mathbf {k} }{|\mathbf {k} |}}=\varepsilon _{0}\int d^{3}x\mathbf {E} _{\perp }\times \mathbf {A} _{\perp },} i {\displaystyle \mathbf {L} _{M}^{\rm {obs}}=\varepsilon _{0}\int d^{3}xE_{\perp }^{j}\mathbf {x} \times \mathbf {\nabla } A_{\perp }^{j}} que recuperen els moments angulars de la llum transversal clàssica. Aquí, {\displaystyle \mathbf {E} _{\perp }} ( {\displaystyle \mathbf {A} _{\perp }} ) és la part transversal del camp elèctric (potencial vectorial), {\displaystyle \varepsilon _{0}} és la permitivitat del buit, i estem utilitzant unitats SI.
Podem definir els operadors d'aniquilació per a fotons transversals polaritzats circularment: {\displaystyle {\hat {a}}_{\mathbf {k} ,\mathrm {L} }={\frac {1}{\sqrt {2}}}\left({\hat {a}}_{\mathbf {k} ,1}-i{\hat {a}}_{\mathbf {k} ,2}\right),}{\displaystyle {\hat {a}}_{\mathbf {k} ,\mathrm {R} }={\frac {1}{\sqrt {2}}}\left({\hat {a}}_{\mathbf {k} ,1}+i{\hat {a}}_{\mathbf {k} ,2}\right),} amb vectors unitaris de polarització {\displaystyle \mathbf {e} (\mathbf {k} ,\mathrm {L} )={\frac {1}{\sqrt {2}}}\left[\mathbf {e} (\mathbf {k} ,1)+i\mathbf {e} (\mathbf {k} ,2)\right],}{\displaystyle \mathbf {e} (\mathbf {k} ,\mathrm {R} )={\frac {1}{\sqrt {2}}}\left[\mathbf {e} (\mathbf {k} ,1)-i\mathbf {e} (\mathbf {k} ,2)\right].}Aleshores, el gir fotòn de camp transversal es pot re-expressar com a {\displaystyle \mathbf {S} ^{\rm {obs}}=\int d^{3}k\hbar \left({\hat {a}}_{\mathbf {k} ,L}^{\dagger }{\hat {a}}_{\mathbf {k} ,L}-{\hat {a}}_{\mathbf {k} ,R}^{\dagger }{\hat {a}}_{\mathbf {k} ,R}\right){\frac {\mathbf {k} }{|\mathbf {k} |}},}Per a un sol fotó d'ona plana, el gir només pot tenir dos valors {\displaystyle \pm \hbar }, que són valors propis de l'operador de spin {\displaystyle {\hat {s}}_{3}}. Les funcions pròpies corresponents que descriuen fotons amb valors ben definits de SAM es descriuen com a ones polaritzades circularment: {\displaystyle |\pm \rangle ={\begin{pmatrix}1\\\pm i\\0\end{pmatrix}}.}